# Славянка (Санкт-Петербург)
Славя́нка — исторический район в Пушкинском районе Санкт-Петербурга. Входит в границы внутригородского муниципального образования «Посёлок Шушары». Примыкает к городу Пушкину. Славянка располагается между Промышленной улицей, товарной железнодорожной линией Царское Село — Московским шоссе и Колпинским шоссе.

## История
Первоначально на этой территории располагались сельскохозяйственные земли совхоза «Детскосельский». Затем их купила группа компаний «Балтрос» (юридическое лицо — ООО «ДСК „Славянский“») и в 2009 году начала строительство жилого микрорайона «Славянка». 7 октября 2010 года по решению топонимической комиссии и постановлению губернатора территория также официально была названа Славянка — по протекающей на другой стороне Колпинского шоссе реке Славянке.
Первые жилые дома Славянки были сданы в кварталах между Промышленной, Полоцкой улицами и Колпинским шоссе. В 2012 году ввели в эксплуатацию квартал между Полоцкой, Ростовской, Северской улицами и Колпинским шоссе, а в 2013 году — между Ростовской и Торопецкой. 1 млн м² жилья был оплачен Министерством обороны России для предоставления квартир военнослужащим.

## Планировка
Улицы в Славянке получили названия «по политическим и культурным центрам Древней Руси»: Галицкая, Изборская, Полоцкая, Ростовская, Северская, Туровская и Торопецкая.
Центральным архитектурным элементом Славянки был запланирован непостроенный храм в честь иконы Божией Матери «Скоропослушница».
С 2011 года на площади при пересечении Полоцкой и Ростовской улиц находится деревянный храм-часовня Архангела Михаила.

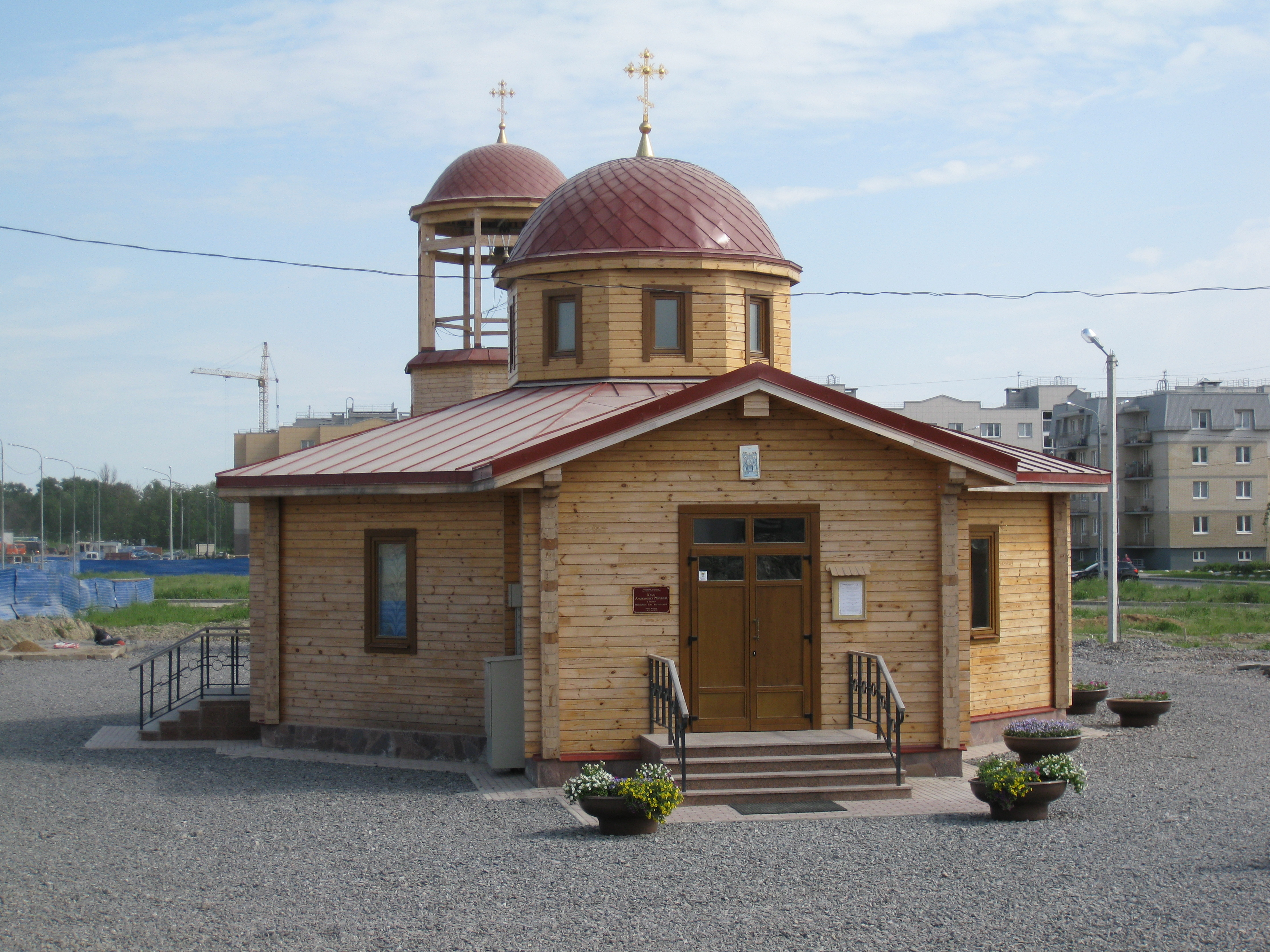
Храм-часовня Архангела Михаила